# Tipula (Lunatipula) kumerloevei
Tipula (Lunatipula) kumerloevei is een tweevleugelige uit de familie langpootmuggen (Tipulidae). De soort komt voor in het Palearctisch gebied.